# Ільвес (хокейний клуб)
«Ільвес» (фін. Ilves) — хокейний клуб з м. Тампере, Фінляндія. Заснований у 1931 році. Виступає у чемпіонаті СМ-ліги. 
Чемпіон Фінляндії (1936—1938, 1945—1947, 1949—1952, 1957, 1958, 1960, 1962, 1966, 1972, 1985), срібний призер (1935, 1948, 1949, 1965, 1968, 1969, 1970, 1990, 1998), бронзовий призер (1983, 1989, 2001).
Домашні ігри команда проводить у Льодовому палаці «Тампере» (7800 глядачів). Кольори клубу: чорний, жовтий і зелений.
Найсильніші гравці різних років: 
- воротарі: Ерккі Койсо, Юхані Лахтінен, Маркус Маттссон, Юкка Таммі, Ярмо Мюллюс;
- захисники: Аарне Хонкаваара, Юрьйо Хакала, Теппо Растіо, Матті Лампайнен, Пекка Лейму, Ярмо Васама, Ханну Оксанен, Арі Канкаанперя, Ханну Хеландер;
- нападаники: Юхані Вальстен, Пентті Ісотало, Рейо Хаканен, Матті Хар'ю, Раймо Кільпійо, Лассе Оксанен, Йорма Пелтонен, Матті Раутіайнен, Сеппо Ахокайнен, Рісто Яло, Юха Ярвенпяя, Юха Йокіхар'ю, Раймо Хельмінен, Міка Арвая, Ханну Маттіла, Мікко Хаапакоскі, Веса Війтакоскі, Джеррі Д'Аміго.

Найуспішніше працював з командою тренер С. Хітеля.